# Дденевеле
Дденевеле — ликийский правитель в конце V — начале IV вв. до н. э.
Имя Дденевеле известно из обнаруженного нумизматического материала, на котором упоминается также Арбина (лик. Эррбина). Дденевеле был соправителем или, скорее, наместником Арбины. По мнению Д. А. Баранова, Дденевеле мог являться ставленником персов, осуществлявших контроль над Ликией.